# AZS Politechnika Warszawska
Klub Uczelniany Akademickiego Związku Sportowego Politechnika Warszawska – wielosekcyjny, uczelniany klub sportowy działający przy Politechnice Warszawskiej, założony 15 lipca 1916. 

## Historia
Aktualnie klub posiada 37 sekcji sportowych w których ćwiczy prawie 1000 studentów Politechniki Warszawskiej. Sekcjami o największych osiągnięciach sportowych na arenie ogólnopolskiej w Akademickich Mistrzostwach Polski są m.in.: aerobik, judo, lekkoatletyka, trójbój siłowy, tenis ziemny, narciarstwo. Sekcje tradycyjnie uczestniczą także w Akademickich Mistrzostwach Warszawy, gdzie zajmują czołowe miejsca. 

## Władze Klubu
- Prezes Klubu: Marcin Bańcerowski
- Wiceprezes ds. Strategii i Rozwoju: Wojciech Wojtowicz
- Wiceprezes ds. Sportowych: Jolanta Dolecka
- Wiceprezes ds. Ogólnych: Paweł Skalski

## Wyniki

### MPSZw i AMP
Klub Uczelniany AZS PW, podobnie jak zdecydowana większość jednostek szczebla uczelnianego uczestniczy w międzyuczelnianych i ogólnopolskich mistrzostwach. Do 2008 roku nosiły one nazwę Mistrzostw Polski Szkół Wyższych i poszczególne edycje były rozgrywane na przestrzeni dwóch lat akademickich. Od 2008 roku zmieniono nazwę oraz skrócono czas trwania jednej edycji. Pod nazwą Akademickich Mistrzostw Polski każda edycja trwa jeden rok akademicki.
|                       | klasyfikacja ogólna | klasyfikacja politechnik / uczelni technicznych |
| --------------------- | ------------------- | ----------------------------------------------- |
| XVIII MPSzW 1994/1996 |                     | 4-5                                             |
| XIX MPSzW 1996/1998   | 5                   | 2                                               |
| XX MPSzW 1998/2000    | 11                  | 6                                               |
| XXI MPSzW 2000/2002   | 4                   | 1                                               |
| XXII MPSzW 2002/2004  | 5                   | 2                                               |
| XXIII MPSzW 2004/2006 | 4                   | 2                                               |
| XXIV MPSzW 2006/2007  | 3                   | 3                                               |
| XXV MPSzW 2007/2008   | 1                   | 1                                               |
| XXVI AMP 2008/2009    | 5                   |                                                 |
| XXVII AMP 2009/2010   | 2                   | 1                                               |
| XXVIII AMP 2010/2011  | 3                   | 1                                               |
| XXIX AMP 2011/2012    | 4                   | 2                                               |
| XXX AMP 2012/2013     | 9                   | 6                                               |
| XXXI AMP 2013/2014    | 7                   |                                                 |

### AMWiM
| edycja i rok    | klasyfikacja ogólna |
| --------------- | ------------------- |
| AMWiM 2009/2010 | 2                   |
| AMWiM 2010/2011 | 2                   |
| AMWiM 2011/2012 | 1                   |

## Zespoły ligowe
AZS Politechnika Warszawska SA – męska drużyna koszykarska, uczestnicząca w rozgrywkach Tauron Basket Ligi.
AZS Politechnika Warszawska – męska drużyna piłki ręcznej.
AZS Politechnika Warszawska SA – męska drużyna siatkarska, uczestnicząca w rozgrywkach PlusLigi.
KU AZS Politechnika Warszawska – kobieca drużyna siatkarska, uczestnicząca w rozgrywkach II ligi.